# Elsa Poblete
Elsa Poblete Bustamante (Santiago, 30 de setembro de 1952) é uma atriz chilena. É filha do pintor Gustavo Poblete, que foi diretor da Escola de Belas Artes da Universidade do Chile.

## Biografia
Poblete já atuou em diversos filmes, entre eles La frontera de Ricardo Larraín; Taxi para tres de Orlando Lübert, No e Tony Manero de Pablo Larraín. Ela também protagonizou o filme Historias de fútbol de 1997, que foi muito aplaudido pela crítica e pelo qual dividiu com María Izquierdo o prêmio de melhor atriz no Festival de Cinema Gramado.